# Hrant Dink
Pour les articles homonymes, voir Dink.
Fırat Hrant Dink (en arménien : Հրանդ Տինք) (né le 15 septembre 1954 à Malatya et mort le 19 janvier 2007 à Istanbul) est un journaliste et écrivain turco-arménien.
Engagé dans des cercles politiques de gauche, il milite notamment pour faire connaître la situation des minorités turques. Ses prises de position se heurtent à l’hostilité de l’État turc. Il est emprisonné à trois reprises et est ciblé par une campagne de dénigrement menée par des hommes politiques et des organes de presse de la mouvance nationaliste dominante.
Il est assassiné par un nationaliste turc de 17 ans dans le quartier d'Osmanbey à Istanbul, devant les locaux de son journal bilingue Agos. Les commanditaires, vraisemblablement membres de l'appareil d’État, n'ont jamais été inquiétés.
Hrant Dink est récipiendaire, en 2006, du prix Oxfam Novib/PEN pour la liberté d'expression.

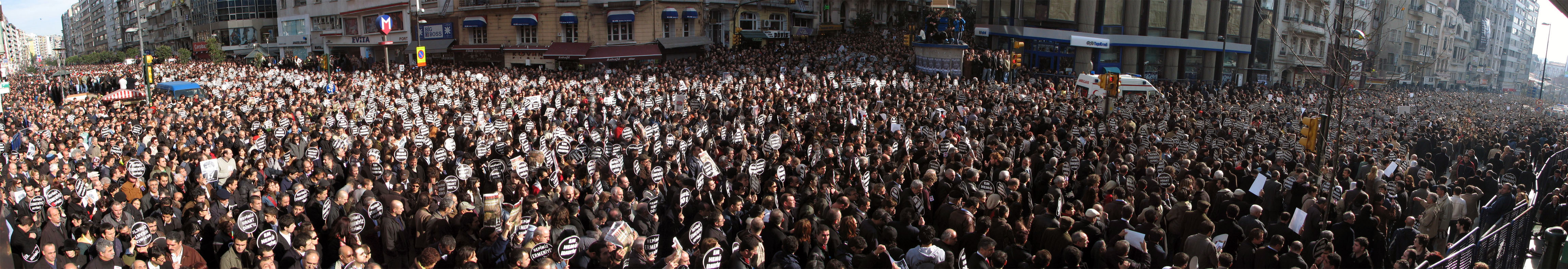
100000 personnes manifestent à Istanbul lors des funérailles de Hrant Dink, scandant « Nous sommes tous des Hrant Dink, nous sommes tous arméniens » en turc, arménien et kurde.

## Biographie
Hrant Dink a été le fondateur, le directeur de publication et le chroniqueur en chef de l'hebdomadaire Agos, un journal édité à Istanbul en arménien et en turc. Il a également écrit pour les journaux nationaux Zaman et Birgün.
Né à Malatya le 15 septembre 1954 d'une famille modeste, Dink arrive à Istanbul à l'âge de 7 ans où il passe son enfance dans des orphelinats. Toute sa scolarité a lieu dans les écoles arméniennes et il est diplômé du lycée Surp Haç à Üsküdar. Il est diplômé en zoologie de l'université d'Istanbul et poursuit des études de philosophie dans la même université. En 1977, il épouse Rakel Dink, qui a grandi également en orphelinat et avec laquelle il aura deux filles (Delal et Séra) et un fils (Arat).
En 1996, il fonda Agos et devient peu à peu le chef d'opinion de la communauté arménienne de Turquie.
En octobre 2005, Dink, défendu par l'avocate et écrivaine Fethiye Çetin, est condamné à six mois de prison avec sursis pour un article affirmant que les Arméniens devaient se libérer de l'« obsession turque » par une périphrase évoquant « le sang s'écoulant de la noble veine reliant les Arméniens à l'Arménie se substituera à celui empoisonné par l'« élément turc » ». Il défendait, dans une série de huit articles publiés dans Agos, la thèse que l'identité arménienne devait se reconstruire autour de la question de survie du jeune État arménien et non uniquement sur l'exigence de la reconnaissance du génocide par la Turquie. Une partie de la presse avait alors interprété cette phrase sortie de son contexte comme une déclaration raciste ce qui l'avait profondément choqué, lui qui défendait avec acharnement le « vivre ensemble ».
Le tribunal, contre l'avis d'une commission d'experts, avait estimé que ces propos allaient à l'encontre de l'article 301 du Code pénal turc révisé qui sanctionne le « dénigrement de l'identité nationale turque » et rend ainsi possibles les poursuites d'auteurs ou d'universitaires pour insulte à l'identité turque. Dink avait alors dit à l'agence Reuters : « Il se peut que j'en paie le prix mais la démocratie turque y gagnera, je l'espère. » Ce verdict a été vivement critiqué par l'Union européenne[réf. nécessaire].
Ses propos concernant le génocide arménien commis sous l'Empire ottoman lui valurent l'hostilité du gouvernement turc, mais également et surtout des menaces de mort de la part des milieux nationalistes, dont son assassin Ogün Samast serait issu. Les autorités turques refusent de reconnaître le caractère génocidaire des massacres d'Arméniens commis en 1915-1917 et pratiquent une politique de négation du génocide arménien. Mais le coup d'envoi des attaques contre lui fut donné à la suite de la publication dans Agos d'un reportage démontrant que Sabiha Gökçen, fille adoptive d'Atatürk et héroïne républicaine, était d'origine arménienne.
Hrant Dink a toujours souligné sa citoyenneté turque et sa « chance » de vivre en Turquie qui lui donnait la possibilité de comprendre à la fois les sensibilités des Turcs et des Arméniens, une compréhension nécessaire pour la réconciliation de ces deux peuples qui ont partagé mille ans d'histoire commune. Il a affirmé le besoin de démocratisation de la Turquie, soulignant que le règlement du problème arménien n'est qu'un volet de la démocratisation générale du pays. Dans la même perspective, il défendait fermement l'adhésion de la Turquie au sein de l'Union européenne, comme une garantie de la démocratisation. Tout au long de sa vie, il s'est focalisé sur les questions des droits des minorités, des droits civiques et des problèmes concernant la communauté arménienne de Turquie. Il militait au sein de mouvements de gauche et pacifistes.

### Assassinat
Il a été assassiné le 19 janvier 2007 par un nationaliste turc de 17 ans dans le quartier d'Osmanbey à Istanbul, devant les locaux de son journal bilingue Agos. Plus de 100 000 personnes défilent le jour des obsèques.
Le 11 octobre 2007, son fils, Arat Dink, et Serkis Seropyan, respectivement directeur de la rédaction et responsable de l'hebdomadaire Agos, sont reconnus coupables d'avoir « insulté l'identité turque » et, à ce titre, condamnés à un an de prison avec sursis par un tribunal turc, en vertu de l'article 301 du Code pénal turc, pour avoir reproduit, au cours de l'été 2007, dans les colonnes d’Agos, une partie des propos de Hrant Dink qui avaient valu à celui-ci les poursuites judiciaires qui ne s'étaient interrompues qu'avec son assassinat.
Le 14 septembre 2010, la Cour européenne des droits de l'homme a condamné la Turquie dans l'affaire de l'assassinat de Hrant Dink. La Cour a jugé que l'absence de protection du journaliste face aux menaces pesant sur lui ainsi que les poursuites pénales pour « dénigrement de la turcité » constituaient une violation du droit à la vie et du droit à la liberté d'expression imputables aux autorités turques.
Le 25 juillet 2011, Ogün Samast a été condamné à vingt-deux ans et dix mois d'emprisonnement,, pour meurtre avec préméditation et possession illégale d'une arme à feu par la cour criminelle pour enfants d'Istanbul. Dix-sept coaccusés sont acquittés à l'issue d'une audience qualifiée de « comédie judiciaire » par une des avocates de la famille Dink. 
Le 26 mars 2021, deux anciens chefs de la police, Ramazan Akyürek  et Ali Fuat Yilmazer, sont condamnés à la détention à perpétuité par un tribunal d’Istanbul, ainsi que deux anciens gradés de la gendarmerie, Yavuz Karakaya et Muharrem Demirkale. Selon l’accusation, ils n’ont pris aucune mesure pour empêcher l’assassinat bien qu’ils aient été informés du projet criminel,.
La justice turque poursuit l'enquête sur les commanditaires de l'assassinat de Hrant Dink. Sont en particulier soupçonnés Erhan Tuncel (un ancien informateur de la police) et Yasin Hayal (en). Les véritables commanditaires seraient des membres haut placés dans l'appareil d’État.
L’assassin de Hrant Dink obtient une libération conditionnelle pour bonne conduite en novembre 2023. Cette décision conduit à des réactions indignées dans l'opposition turque. Özgür Özel, le dirigeant du Parti républicain du peuple (CHP), déclare :  « Il y a dix-sept ans, ils ont tué une colombe et, depuis, quelqu'un a relâché un tueur de colombe. Les responsables de ce meurtre n'ont toujours pas été jugés, ni les donneurs d'ordre ni ceux qui ont choisi un mineur pour tuer. La partie sombre et profonde du pouvoir est toujours là. » 

## Hommages
- Le 10 décembre 2007, l'Institut international de la Presse (IPI), principale organisation de défense de la liberté de la presse selon l'UNESCO[14] a déclaré Hrant Dink 52e « héros de la liberté de la presse dans le monde »[15].
- Le 19 janvier 2008, au premier anniversaire de son assassinat, 10 000 personnes (8 000 selon la police[16]) ont défilé dans les rues d'Istanbul pour lui rendre hommage. Des rassemblements en l'honneur de Hrant Dink ont également eu lieu dans d'autres grandes villes de Turquie. À Istanbul, sa veuve Rakel a lu un discours, appelant la justice à terminer son travail après l'arrestation de dix-neuf personnes en lien avec la mort de son mari. Le quotidien turc Milliyet note en effet dans son édition du jour que « la justice n'a pas avancé d'un pouce » et que les questions sans réponses restent trop nombreuses. Une appréciation reprise par la presse nationale turque en général.
- Lors du mouvement protestataire turc de 2013, les manifestants renomment l'allée principale du parc Gezi en « avenue Hrant-Dink », en brandissant des affiches proclamant : « Nous sommes ici, mon frère », slogan issu de la célébration du 6e anniversaire commémorant l'assassinat du journaliste[17],[18].
- En France, une « rue Hrant-Dink » est inaugurée le 19 janvier 2008 à Lyon[19]. Le journaliste avait déjà une école qui porte son nom à Arnouville-lès-Gonesse[20].
- À Marseille, dans le 12e arrondissement, la rue Hrant-Dink a été inaugurée le 12 juin 2010, en présence de Rakel Dink, épouse de Hrant Dink et d’Aris Nalci, journaliste d’Agos[21].
- À Bouc-Bel-Air (13320), le rond-point Hrant-Dink a été inauguré le 25 juin 2010, en présence de Rakel Dink, de la ministre arménienne de la Diaspora, Hranouche Hakopian, et de monseigneur Norvan Zakarian, représentant l’Église arménienne de France[22].
- Son nom a été donné à un jardin public sur l'île de Kınalıada dépendant de l'archipel des îles des Princes à Istanbul le 15 septembre 2010. Il s'agit de la première fois qu'un espace public porte son nom en Turquie.
- Dans le roman Le Sillon (2018), prix Renaudot 2018, Valérie Manteau part à la recherche de traces de Hrant Dink à Istanbul. Elle commente ainsi sa tombe: « Rarement vu une telle accumulation de symboles de paix ; voilà la tombe d'un homme labellisé ennemi des Turcs et qui demandait comme une prière, ne vous inquiétez pas, nous avons les yeux rivés sur cette terre c'est vrai, mais pas pour la reprendre ; pour y reposer au plus profond » (p. 182)
- En mars 2017, une place a été nommée en sa mémoire dans le 13e arrondissement de Paris.

## Galerie de photos

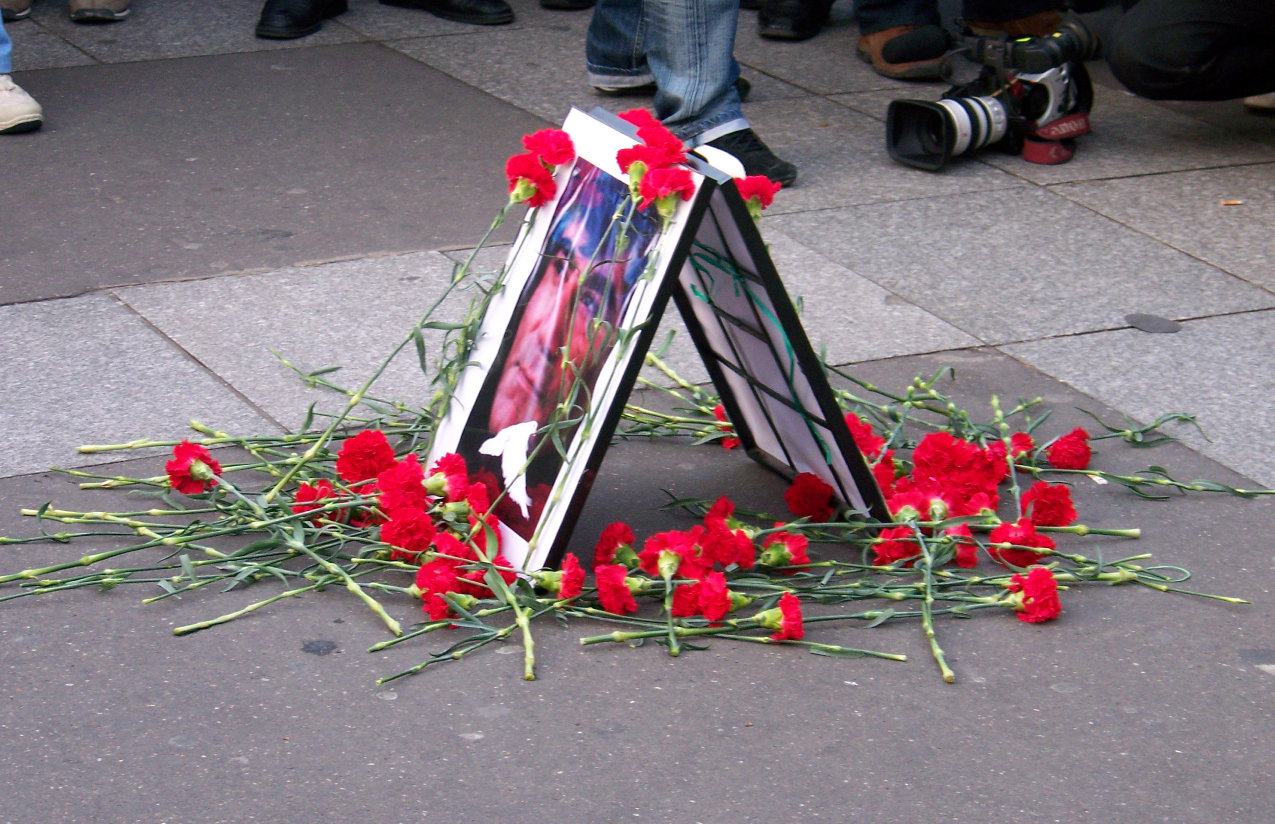
Portrait d'hommage.
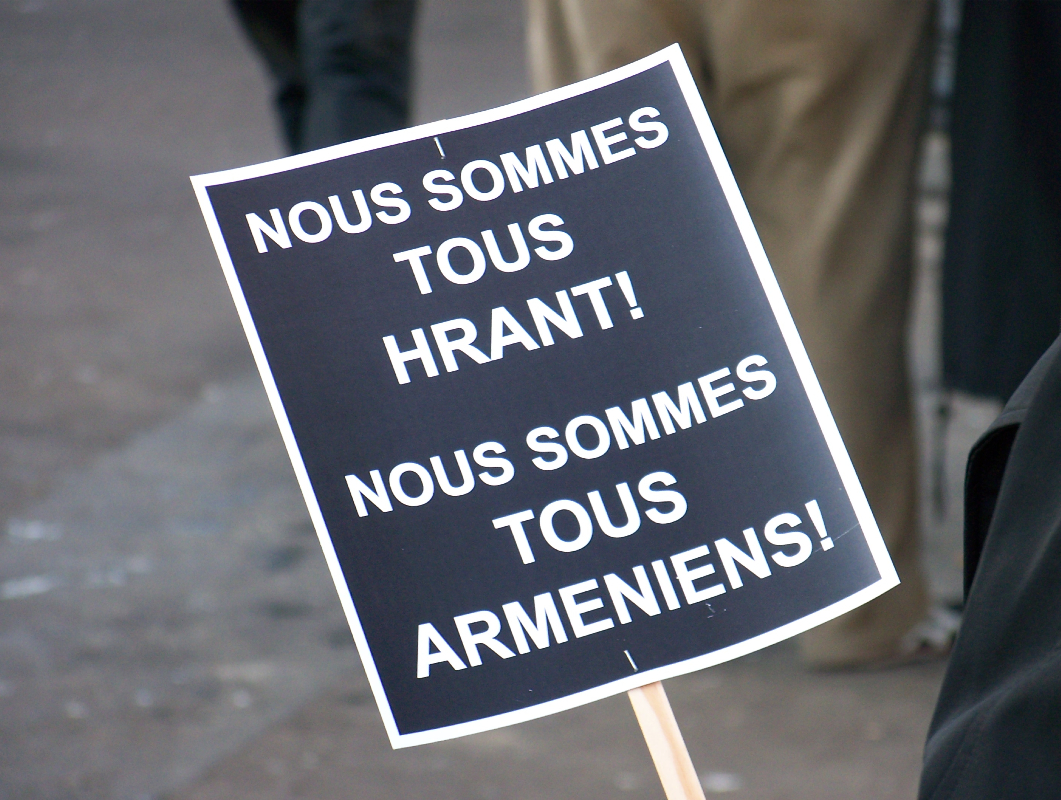
Affiche en honneur de Dink.
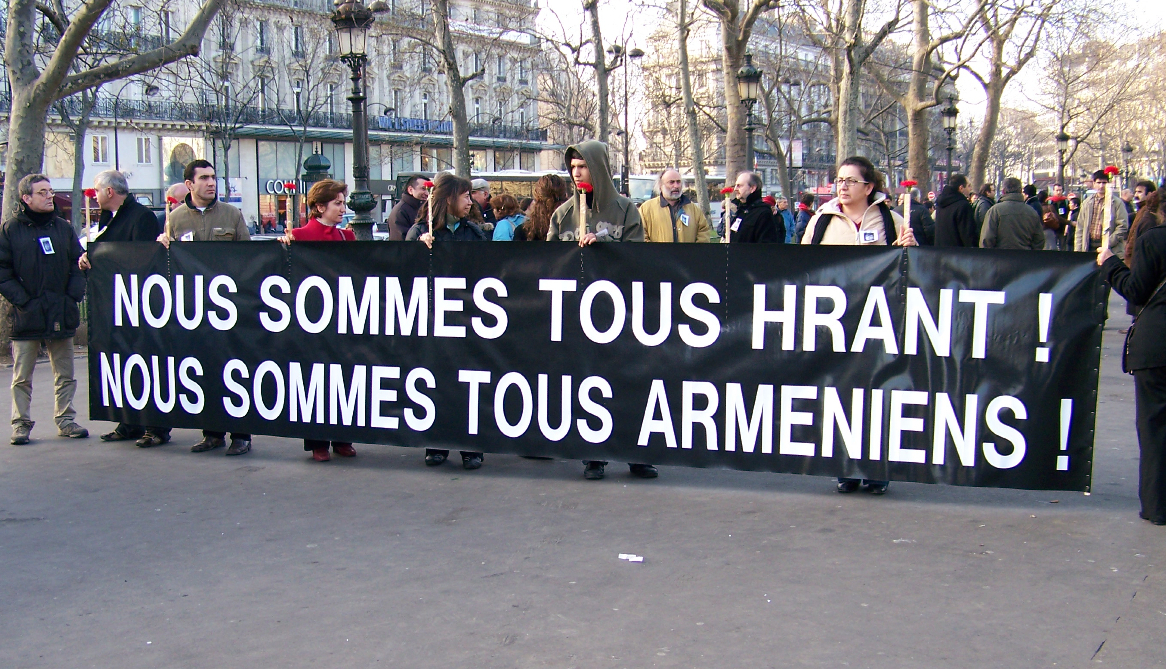
Banderole de souvenir.
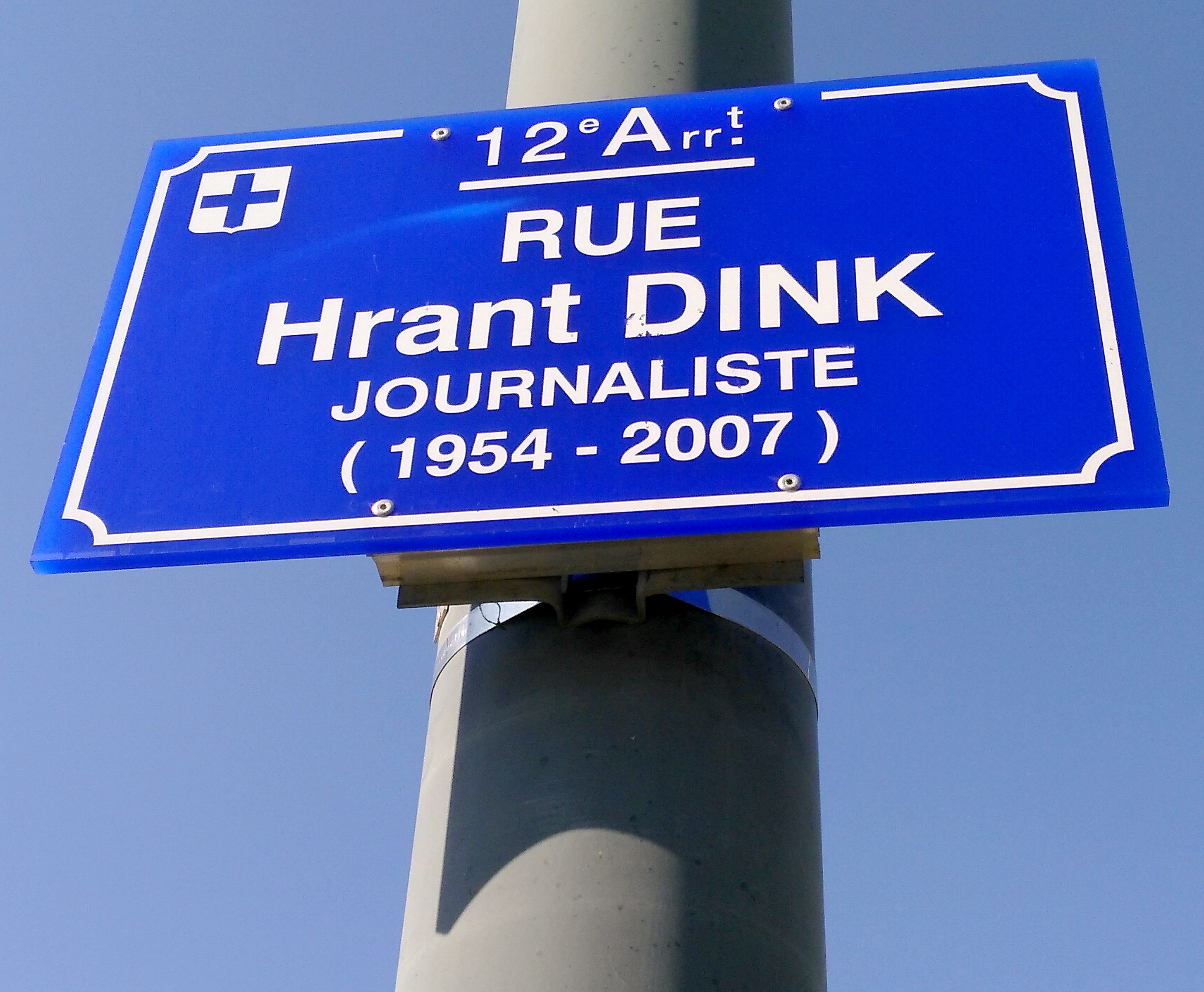
Rue Hrant-Dink à Marseille